# Galium aschenbornii
Galium aschenbornii là một loài thực vật có hoa trong họ Thiến thảo. Loài này được Schauer mô tả khoa học đầu tiên năm 1847.